# The Black Balloon
The Black Balloon es una película de 2008 protagonizada por Toni Collette, Rhys Wakefield, Luke Ford, Erik Thomson y Gemma Ward. Está dirigida por Elissa Down.
La película fue lanzada en cines de Australia el 6 de marzo de 2008.

## Sinopsis
Todo lo que Thomas quiere es una adolescencia normal, pero su hermano autista Charlie frustra cada una de sus oportunidades.

## Elenco
- Rhys Wakefield como Thomas Mollison.
- Luke Ford como Charlie Mollison.
- Toni Collette como Maggie Mollison.
- Erik Thomson como Simon Mollison.
- Gemma Ward como Jackie Masters.
- Lloyd Allison-Young como James.
- Nathin Butler como Chris.
- Lisa Kowalski como Sally.
- Firass Dirani como Russell.
- Sarah Woods como Janet.
- Kieran Smith

## Recepción
Recibió críticas positivas. Rotten Tomatoes informó que, 19 comentarios del 95% de ellos eran positivos.